# Фернет Сток

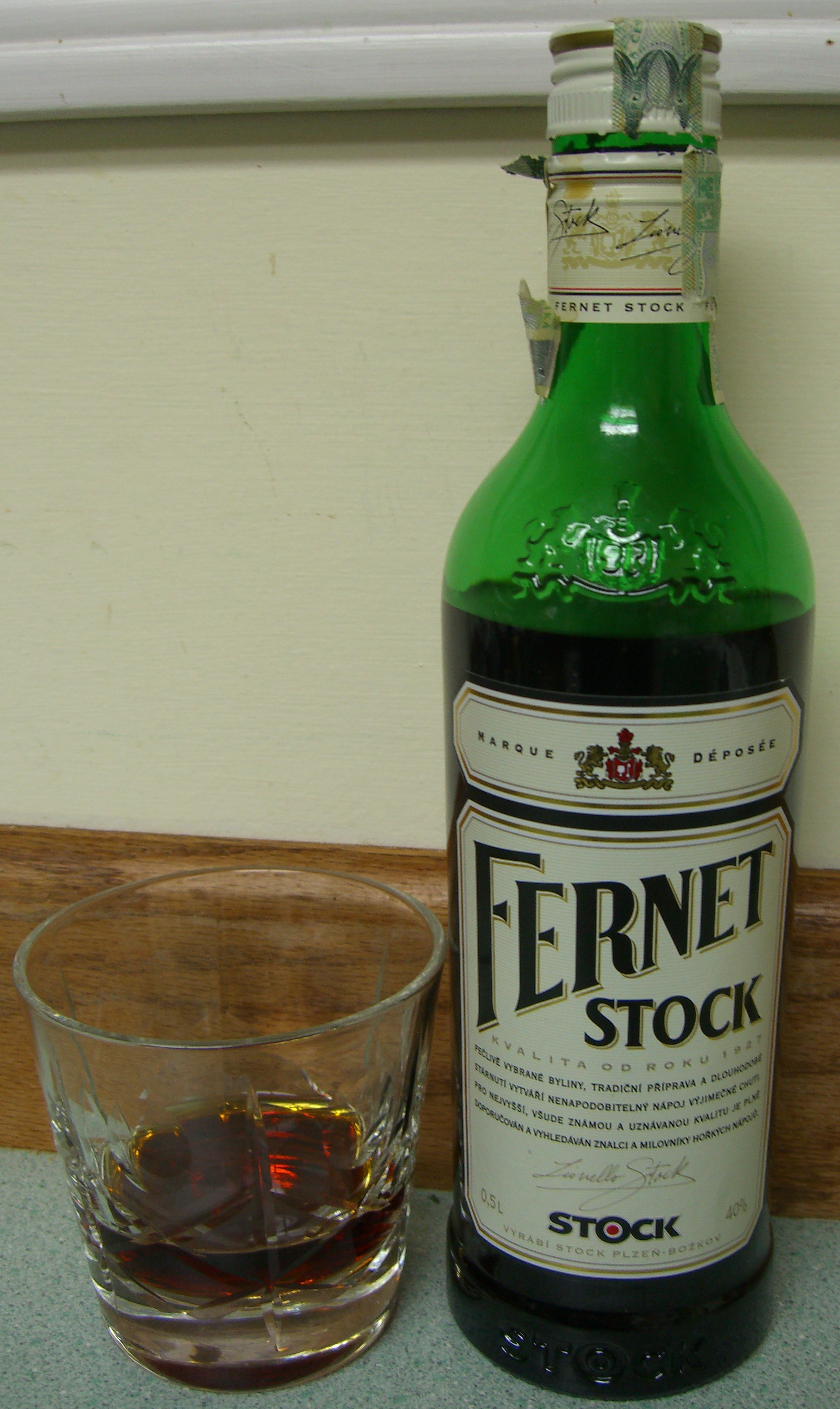

Фернет Сток (чеш. Fernet Stock — «фернет Штока») — чешский травяной ликер (фернет) с 40 % крепостью. Его производство наладил в 1884 г. в Триесте австрийский подданный Лионелло Шток. После распада Австро-Венгрии Шток перенёс производство на завод в Богемии в Чехии, близ Пльзеня.
В состав ликера входят 14 трав со всего мира, три из которых — чешские. Состав и рецепт держатся в секрете, но доподлинно известны по меньшей мере 3 компонента: корень горечавки, золототысячник и ромашка римская. Во время производства травы вымачиваются несколько месяцев в спирте. Ежемесячно производится от 10 до 14 тонн, затем ликер дозревает в дубовых бочках.